# NGC 906
NGC 906 este o galaxie spirală barată situată în constelația Andromeda. A fost descoperită în 30 octombrie 1878 de către Édouard Stephan⁠(d). Se află la o distanță de 69 de megaparseci de Pământ.